# قرار مجلس الأمن التابع للأمم المتحدة رقم 1621
قرار مجلس الأمن التابع للأمم المتحدة رقم 1621، المتخذ بالإجماع في 6 أيلول / سبتمبر 2005، بعد الإشارة إلى جميع القرارات السابقة بشأن الحالة في جمهورية الكونغو الديمقراطية، بما في ذلك القراران 1565 (2004) و1592 (2005)، أذن المجلس بزيادة مؤقتة في قوة بعثة الأمم المتحدة في جمهورية الكونغو الديمقراطية للمساعدة في الانتخابات المقبلة.
وانضم الأفراد الإضافيون إلى أكبر عملية حفظ سلام تابعة للأمم المتحدة في ذلك الوقت، وبلغ مجموع أفرادها 19,000 فرد.

## القرار

### أعمال
وبموجب الفصل السابع من ميثاق الأمم المتحدة، وافق المجلس على توصيات الأمين العام كوفي عنان بزيادة حجم بعثة الأمم المتحدة في جمهورية الكونغو الديمقراطية بنحو 841 فردا، بما في ذلك وحدات الشرطة. وشدد القرار على الطابع المؤقت للزيادة بهدف تخفيضها اعتباراً من 1 تموز / يوليو 2006. وستقدم الوحدات الإضافية الدعم للجنة الانتخابية، فضلاً عن المساعدة للحكومة الانتقالية والمؤسسات المالية الدولية للمساعدة في تعزيز الحكم الرشيد والإدارة الاقتصادية.

## روابط خارجية
- نص القرار في undocs.org